# Гиме, Эмиль
Эмиль Этьен Гиме (фр. Émile Étienne Guimet; 26 июня 1836 — 12 августа 1918) — французский промышленник и путешественник, собиратель коллекций азиатского искусства, основатель первого музея истории религий.
Родился в Лионе. Унаследовал от отца, Жана-Батиста Гиме (фр.), фабрику по производству синтетического ультрамарина и в 1865 году стал её директором. В 1879 году в Лионе основал Музей Гиме, в основу которого положена часть коллекции Гиме. В 1878 году представил часть своей коллекции на Всемирной выставке в Париже. В 1885 году передаёт самые ценные предметы своей коллекции в собственность французского государства, а в 1889 году переводит музей в Париж. Музей Гиме обладает самой большой коллекцией произведений азиатских авторов расположенной вне территории Азии.
Эмиль Гиме изучал религии Дальнего Востока, и в его музее многие экспонаты относятся к религиозным культам Японии, Китая, Древнего Египта, Греции и Рима.
В 1900 году избран вице-президентом французско-японского общества Парижа.

## Основные произведения
- Guimet E. Croquis égyptiens: journal d'un touriste, 1867.
- Guimet E. Huit jours aux Indes, 1868.
- Guimet E. Arabes et Kabyles, pasteurs et agriculteurs, 1873.
- Guimet E. Bonjour Kanagawa, 1876.
- Guimet E. Rapport du Ministre de l’instruction publique et des beaux-arts sur la mission scientifique de M. Guimet dans l’Extrème Orient, 1877.
- Guimet E. Lettres sur l’Algerie, 1877.
- Guimet E. Promenades japonaises: Tokio - Nikko, 1880.
- Guimet E. Tai-Tsoung, 1894. Опера о жизни китайского императора Тай-цзун из династии Тан.